# Skanderborg

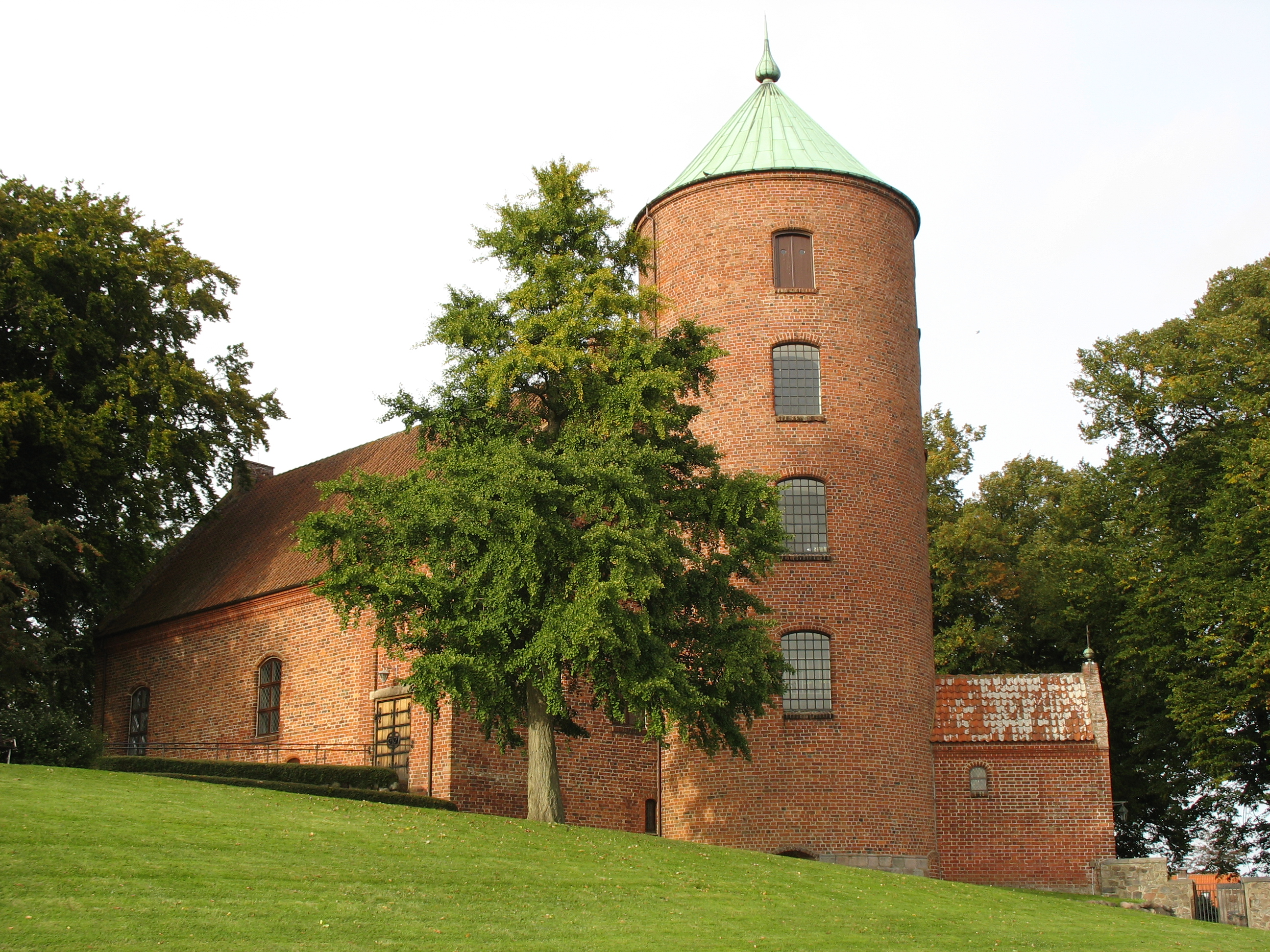
Kościół w Skanderborgu

Skanderborg – miasto w Danii, siedziba gminy Skanderborg. Miasto zamieszkuje 14 072 mieszkańców (2009).